# Roberto Pulido
Roberto Pulido Briceño (San Antonio del Táchira, Estado Táchira, Venezuela, 1870 - San Fernando de Atabapo, Amazonas, 8 de mayo de 1913) fue un militar y político venezolano, gobernador de Amazonas de 1912 hasta su asesinato por parte de Tomás Funes y sus secuaces en 1913 durante la Noche de los machetes.

## Biografía
El general Roberto Pulido participó en la Revolución Liberal Restauradora. Fue designado por la dictadura de Juan Vicente Gómez como gobernador de Amazonas. Su administración fue corrupta y cuestionada, pues Pulido era el mayor accionista de la casa mercantil Pulido Hermanos, con el cual dominaba la explotación y comercialización de caucho en la zona (del cual San Fernando de Atabapo, capital de Amazonas para ese momento, era bastante rica),  combinando sus negocios de caucho con los negocios del Estado.

### Asesinato
Cuando Pulido aumentó los impuestos a los empresarios del caucho, Tomás Funes, un comerciante de caucho entre el Amazonas de Venezuela y Brasil, conspiró en represalia para derrocarlo con ayuda de sus secuaces, con quienes tomó por la fuerza la Casa de Gobierno del Territorio Federal Amazonas, ubicada en San Fernando de Atabapo.
Entre los asesinados estuvieron familiares, amigos, empleados y funcionarios del general Pulido. El número de asesinatos es incierto: José Alberto Alcalde los contabilizó en 65, José Eustaquio Rivera escribió que superaban el centenar, mientras que Bartolomé Tavera-Acosta habló de 130 en su libro Río Negro, reseña etnográfica, histórica y geográfica del Territorio Amazonas y Lina Marcela González Gómez documentó que habían sido más de 400.